# Mx0
M×0 (エム×ゼロ Emu × Zero) là 1 bộ manga hài được viết và minh họa bởi mangaka Kanō Yasuhiro.

## Nội dung
Câu chuyện bắt đầu từ một cuộc vấn đáp thi tuyển vào trường trung học tư Seinagi, Kuzumi Taiga được hỏi là cậu sẽ làm gì nếu có thể dùng được phép thuật. Cậu trả lời, "chinh phục thế giới", làm cho một cô bé dễ thương bật cười. Sau kì thi, trường đã từ chối đơn nhập học.
Mặc dù cậu gần như không nhớ chút gì về việc đó, cậu chỉ nhớ mỗi cô bé, và cho rằng nguyên nhân không được chọn vào trường là do cô.
Kuzumi lang thang trước trường cố gắng vào nhưng có bức tường vô hình ngăn cản. Một giáo viên, Hiiragi, nhầm tưởng Kuzumi là học sinh trốn học và lôi cậu vào trong trường.
Trường Seinagi thật ra là trường dạy phép thuật, Kuzumi là một người không biết tí gì về phép thuật, Hiiragi chỉ vô tình lôi Kuzumi vào trong trường. 
Câu chuyện bắt đầu từ đó...

## Nhân vật
Kuzumi Taiga
Một học sinh 15 tuổi bình thường. Cậu tham dụ thi tuyển vào trường trung học Seinagi mà không hề biết đây là một trường học phép thuật và đã bị đánh rớt vì trả lời sai câu hỏi vấn đáp "Nếu có thể dùng được phép thuật bạn sẽ làm gì?". Vốn dĩ câu trả lời có ngay trong sổ hướng dẫn thi tuyển của trường nhưng chỉ có ai có năng lực phép thuật mới nhìn thấy, vì vậy câu trả lời "Chinh phục thế giới" của cậu không chỉ quyết định số phận không được vào trường mà còn khiến 1 cô bé dễ thương bật cười. Điều đó làm cậu cho rằng nguyên nhân cậu không được vào trường là do cô.
Sau đó cậu lang thang ngoài trường và vô tình bị một giáo viên, Hiiragi, tưởng lầm là học sinh của trường, lôi vào và rắc rối bắt đầu từ đây vì theo luật của trường, cậu buộc phải nhập học, trong khi Seinagi là 1 trường học phép thuật nhưng cậu lại không hề biết 1 tí phép thuật nào.
Hiiragi Aika
Trong kì thi vấn đáp vào trường trung học Seinagi, cô đã bật cười khi nghe câu trả lời " Chinh phục thế giới" của Kuzumi Taiga. Sau đó cô cũng hối hận khi biết Taiga bị rớt và nghĩ rằng đó là lỗi của cô. Là con gái của Hiiragi, giáo viên kiêm giám thị phép thuật trường Seinagi nên cô có năng lực phép thuật nhưng không cao nên nhiều lúc mọi người coi cô là gánh nặng. Sau khi Taiga vào trường, cô bắt đầu có tình cảm với cậu và không ngừng nỗ lực để có thể khẳng định bản thân. Phép thuật của cô là Clear Clean(tàng hình)và Voice Wrap(tấn công bằng giọng). Một đặc điểm nữa là cô chơi cờ khá giỏi do được cha cô, Hiiragi, huấn luyện.
Hiiragi
Giáo viên kiêm giám thị phép thuật trường trung học Seinagi. Trình độ phép thuật rất cao, có thể nói là chỉ sau hiệu trưởng. Tính tình khá nghiêm khắc nên hầu hết học sinh trong trường đều sợ. Sau sự cố nhầm lẫn Kuzumi Taiga là học sinh của trường, ông là người đứng sau trợ giúp Taiga về mặt phép thuật để giúp cậu không bị lộ thân phận và giúp ông không bị đuổi việc. Ông là cha của Hiiragi Aika, rất thương con gái nên nhiều lúc quan tâm thái quá và thường không bằng lòng với việc Aika quá thân thiết với Taiga. Lúc rảnh rỗi, ông thường chơi cờ với hiệu trưởng và luôn là người thắng cuộc.

## Manga
M×0 được in trên tạp chí Weekly Shōnen Jump từ 1 tháng 5 năm 2006 tới 19 tháng 5 năm 2008 và được xuất bản bởi Shueisha. Mười tập tankōbon đã được phát hành tại Nhật Bản. Bộ manga được dự định chạy lâu hơn, nhưng do những đánh giá thấp mà nó nhận được trên tạp chí Weekly Shōnen Jump nó đã bị đình bản.